# Guys (canción)
«Guys» es una canción de pop rock interpretada por la banda británica The 1975 y lanzada como séptimo sencillo de su cuarto álbum de estudio Notes on a Conditional Form. La canción fue lanzada como sencillo en descarga digital y streaming el 13 de mayo de 2020.

## Letra y composición
La canción se centra en la amistad entre los miembros de The 1975, que se remonta a cuando se conocieron en 2002.
Líricamente, la canción describe cuándo se conoció la banda y cómo hay nostalgia por esos tiempos. Healey canta en la canción: "el momento en que comenzamos una banda, fue lo mejor que sucedió. Y desearía que pudiéramos hacerlo de nuevo, fue lo mejor que me sucedió".
Se informó que la canción se tocó en vivo en febrero de 2020 durante el tramo europeo de invierno del Music for Cars Tour.

## Posicionamiento en lista
| Lista (2020)                   | Posiciones |
| ------------------------------ | ---------- |
| Reino Unido (UK Singles Chart) | 96         |